# Ібрагімов Шаймардан Нуріманович
Шаймардан Нуріманович Ібрагімов (4 квітня 1899, місто Москва, тепер Російська Федерація — 12 лютого 1957, місто Москва, тепер Російська Федерація) — радянський діяч, секретар ЦК КП(б) Туркменії. Член ЦВК СРСР 4-го скликання.

## Життєпис
Народився в татарській родині, яка походила із село Петрякси Курмишського повіту Симбірської губернії, тепер Пильнинського району Нижньогородської області і переїхала до Москви в 1898 році. Батько працював двірником та сторожем московської фабрики «Бонакер».
Шаймардан Ібрагімов закінчив чотирикласне міське початкове училище в Москві. З 1915 року навчався на вищих міських вечірніх курсах самоосвіти в Москві. У юнацькі роки працював скотарем, посильним та канторським службовцем на фабриці «Бонакер».
Член РСДРП(б) з вересня 1915 року.
У 1915—1916 роках — організатор та секретар Благуше-Лефортівської районної спілки металістів «Єднання».  Шість місяців був секретарем Лефортівського районного комітету РСДРП(б). У червні 1916 року заарештований, сидів у Таганській в'язниці Москви, судимий Московською судовою палатою. Звільнений у лютому 1917 року.
У 1917—1918 роках — секретар Благуше-Лефортівського районного комітету РСДРП(б) у Москві, брав участь у формуванні загонів Червоної гвардії, учасник Жовтневого перевороту. У 1918 році обраний членом Московської ради.
У серпні 1918 — 1919 року — начальник мобілізаційного відділу 1-ї армії РСЧА у місті Саранську. У 1919 році — начальник (на правах командира дивізії) Особливої групи військ 1-ї армії (придушував низку повстань).
З серпня 1919 по квітень 1920 року — представник Башкирської АРСР у Москві.
Осінню 1919 року — заступник політичного комісара мусульманських піхотних курсів у Казані. З листопада 1919 року — член і секретар Центрального Бюро комуністичних організацій народів Сходу.
З 1920 року — член ЦВК Татарської АРСР, член виконкому та завідувач відділу благоустрою Московської ради. У 1921 році — учасник придушення Кронштадтського повстання.
У 1921 році — голова Повноважної Комісії ЦК ВКП(б), ВЦВК та РНК РРФСР у справах Криму.
З червня 1921 року — представник Ради народних комісарів Татарської АРСР при Народному комісаріаті в справах національностей РРФСР.
З жовтня 1921 року — член колегії Народного комісаріату в справах національностей РРФСР.
З лютого 1922 року — представник Ради народних комісарів Кримської АРСР при Народному комісаріаті в справах національностей РРФСР у Москві; заступник голови правління Східного видавництва при Народному комісаріаті в справах національностей РРФСР.
З 15 грудня 1922 року — студент Комуністичної академії в Москві.
У 1923—1926 роках — помічник (заступник) завідувача Організаційно-розподільчого відділу ЦК ВКП(б); відповідальний інструктор ЦК ВКП(б), завідувач Східного видавництва СРСР.
У червні 1926 — квітні 1928 року — відповідальний секретар ЦК КП(б) Туркменії.
З 1928 року — член виконавчого комітету Московської ради та член Ленінградської міської ради.
26 березня 1933 року затверджений Політбюро ЦК ВКП(б) Уповноваженим державної комісії з визначення врожайності та розмірів валового збирання зернових культур при РНК СРСР у Ленінградській області.
З 1937 року — на адміністративно-господарській роботі в Міністерстві легкої промисловості СРСР.
З липня 1942 року — в Червоній армії. З грудня 1942 року служив заступником начальника штабу з політчастини 53-ї гвардійської стрілецької дивізії 1-ї Ударної армії. Воював на Північно-Західному та Ленінградському фронтах.
Потім — на пенсії в Москві.
Помер 12 лютого 1957 року в Москві. Похований на Даниловському мусульманському цвинтарі.

## Звання
- гвардії майор

## Нагороди
- орден Червоного Прапора
- орден Вітчизняної війниІ ст.
- орден Червоної Зірки (25.03.1943)
- медалі